# Thouanne
La Thouanne est une rivière française de Normandie, affluent de l'Orne (rive gauche), dans le département de l'Orne.

## Géographie
La Thouanne prend sa source au sud-ouest de la commune de Tanville et prend la direction du nord-est puis du nord. Elle se joint aux eaux de l'Orne à Mortrée, après un parcours de 17,7 km entre pays d'Houlme et campagne d'Alençon.

## Bassin et affluents
Le bassin de la Thouanne occupe un territoire de 52 km2 au centre du département de l'Orne. Il est bordé par trois autres affluents de l'Orne : au nord-ouest par le bassin de la Baize, à l'ouest par celui de la Cance et à l'est par celui de la Sennevière. Il avoisine au sud le bassin de la Loire par son sous-affluent le Sarthon. Le confluent est au nord-est du bassin